# Лужанин, Афанасий Васильевич
Афанасий Васильевич Лужанин (настоящая фамилия — Корепанов) — удмуртский советский поэт, сатирик и баснописец. Член Союза писателей СССР (1939).

## Биография
Афанасий Васильевич Корепанов родился в 1912 году в удмуртской деревне Лужаны (ныне — на территории Игринского района). Окончил неполную среднюю школу села Дебёсы и годичные педагогические курсы, где начал писать свои первые заметки и статьи для газет. Работал инспектором РОНО Якшур-Бодьинского района УАССР, позднее — в редакциях газет «Удмурт коммуна», «Егит большевик», «Дась лу!» и «Удмуртская правда».
Параллельно с работой в газете учился в Удмуртском государственном педагогическом институте (УГПИ; ныне — Удмуртский государственный университет), вечернее отделение которого окончил в 1938 году. Год спустя был принят в Союз писателей СССР. В годы Великой Отечественной войны служил в Ижевском гарнизоне. С 1944 по 1950 годы занимал должность председателя правления Союза писателей Удмуртской АССР. Позднее работал старшим редактором общественно-политических передач Удмуртского радио. С 1961 года находился на профессиональной литературно-творческой работе.

## Творчество
Творческий путь Афанасия Лужанина начался в 30-е годы XX века со стихотворений, воспевающих революцию и гражданскую войну в России. Позднее автор расширил как тематику своих произведений, откликаясь на новые вопросы современности, так и жанровый диапазон: у него появляются поэмы, баллады, песни и басни.
Идейная направленность поэзии Афанасия Лужанина наиболее ярко проявилась в изданной в 1935 году поэме «Осотовецъёс» (в переводе с удм. — «Осотовцы»), в которой он возродил эпизод героической борьбы в период гражданской войны: гибнущий за свободу, за счастье народа от рук белогвардейцев отряд красноармейцев не сдаётся, оставаясь навеки в народной памяти.
В послевоенные годы Лужанин став основоположником нового для удмуртской литературы жанра басни. Ему удалось привнести в них самобытность национального склада характера и интонации. Многие его басни стали хрестоматийными. В сборниках «Кылбуръёс но басняос» (с удм. — «Стихи и басни», 1948), «Ӟускиос» (с удм. — «Гребешки», 1958) и «Бадяр но кыйбоды» (с удм. — «Клён и татарник», 1962) автор бичует нравы и характеры, порождённые системой тоталитарной власти.
Большое место в наследии Лужанина занимают переводы на удмуртский язык классических произведений Александра Пушкина, Михаила Лермонтова, Сергея Есенина, Николая Некрасова и других.

## Награды и память
За заслуги в области литературы Афанасий Лужанин был награждён орденом «Знак почёта», медалью и Почётной грамотой Президиума Верховного Совета УАССР.
В 1998 году по решению Игринского районного Совета депутатов имя Афанасия Лужанина было присвоено библиотеке деревни Сеп. 